# 未来地球
未来地球計劃 （Future Earth）是一个国际研究计划，建立在30多年的全球環境變化研究基礎之上，該大型計劃整合了國際地圈-生物圈計劃 ( IGBP )、國際生物多樣性科學研究計劃DIVERSITAS和全球環境變化國際人類維度計劃 （IHDP）等，旨在建立有关全球变化的环境和人类方面的知识，并为永續發展找到解决办法。它的目标是增加科学研究对可持续发展的影响。 
未来地球是一个跨学科的研究项目，包括自然和社会科学，以及人文、工程和法律等学科，并专注于与来自科学界之外的利益相关者一起设计和进行研究。

## 任务和原则
未来地球的使命是“建立和连接全球性的知识，加强科学研究的影响，并找到加速可持续发展的新途径”。它的愿景是使“人们在一个可持续的和公平的世界中茁壮成长”。为了做到这一点，未来地球致力于动员国际社会范围内的地球环境科学研究人员，使得他们：
- 建立与重大全球可持续性挑战相关的跨学科科学
- 提供社会需要的产品和服务，以应对可能的挑战
- 解决全球可持续发展问题，共同探索和建立方案导向的科学和知识
- 在全球的学者中建立权威

## 历史
2012年6月，联合国可持续发展大会（Rio +20）启动了未来地球计划。
未来地球科学委员会由澳大利亚堪培拉联邦科学与工业研究组织（CSIRO）气候适应旗舰项目的科学主任Mark Stafford Smith博士主持。联合主席是发展研究所所长Melissa Leach教授，以及南非科学与工业研究委员会生物多样性和生态系统服务项目的首席科学家Belinda Reyers博士。
未来地球的审计委员会由印度经济学家和政治家Jairam Ramesh担任主席，而联合主席则由斯科尔（Skoll）全球威胁基金的气候变化主管Amy Luers担任。
2014年7月，一个全球分布的联盟被被建立起来，在蒙特利尔（加拿大）、斯德哥尔摩（瑞典）、科罗拉多州（美国）、东京（日本）和巴黎（法国）设有办事处。
Paul Shrivastava是执行董事。

## 项目
未来地球计划中，综合的科研工作是由一系列“核心项目”承担的，其中许多是现有的四个全球环境变化项目的子课题，这四个项目分别是：国际生物多样性计划（DIVERSITAS），国际地圈生物圈计划（IGBP），国际全球环境变化人文因素计划（IHDP）和世界气候研究计划（WCRP）。一些更为深入的项目来自于地球系统科学伙伴关系（ESSP）。从2014年开始，这些项目陆续开始正式加入未来地球计划，它们包括：
- 地球系统分析建模计划（AIMES）
- bioDISCOVERY •	biogenesis
- 气候变化，农业和食品安全计划（CCAFS , Climate Change, Agriculture and Food Security），与国际农业研究中心的CGIAR联盟合作
- ecoHEALTH
- ecoSERVICES
- 地球系统治理计划（ESG ,Earth System Governance）
- 全球碳计划（GCP , Global Carbon Project）
- 全球土地计划（GLP , Global Land Project）
- 全球山地生物多样性评估（GMBA , Global Mountain Biodiversity Assessment）
- 全球水系统计划（GWSP , Global Water System Project）
- 国际全球大气化学项目（IGAC , International Global Atmospheric Chemistry）
- 地球综合历史与未来人类计划（IHOPE , Integrated History and Future of People on Earth）
- 陆地生态系统-大气过程集成研究项目（ILEAPS , Integrated Land Ecosystem-Atmosphere Processes Study）
- 海洋生物地球化学与生态系统集成研究项目（IMBER , Integrated Marine Biogeochemistry and Ecosystem Research）
- 综合风险管理计划（IRG , Integrated Risk Governance Project）
- 海岸带陆海相互作用项目（LOICZ , Land-Ocean Interactions in the Coastal Zone）
- 季风亚洲区域集成研究项目（MAIRS , Monsoon Asia Integrated Regional Study）
- 过去地球变化项目（PAGES , Past Global Changes）
- 生态系统变化和社会计划（PECS , Programme on Ecosystem Change and Society）
- 海洋表面低层大气研究项目（SOLAS , Surface Ocean-Lower Atmosphere Study）
- 城市化与全球环境变化项目（UGEC , Urbanization and Global Environmental Change）